# 터누 킬가스
터누 킬가스(에스토니아어: Tõnu Kilgas, 1958년 8월 13일 ~ )는 에스토니아의 가수, 배우이다.